# Clarence (americký seriál)
Clarence je americký animovaný dobrodružný seriál pro děti, vysílaný v letech 2014–2018 na stanici Cartoon Network. V Česku jej od 2. listopadu 2017 uváděl kanál ČT :D.

## Příběh
Seriál je zaměřen na každodenní život Clarence Wendleho, zábavného, milujícího, neohroženého a temperamentního chlapce a jeho nejlepších přátel: Jeffa, který je o to víc intelektuální typ a Suma, který při řešení problémů často používá drastická opatření.
Clarence žije se svou rozvedenou matkou Mary a jejím přítelem Chadem ve fiktivním městě Aberdale v Arizoně poblíž Phoenixu. Jednotlivé epizody se zaměřuje na každodenní životní situace a problémy, se kterými se Clarence a jeho přátelé setkávají, na jejich každodenní dobrodružství a dětské životní zkušenosti.
Dalšími postavami jsou studenti Clarenceovi školy. Některé epizody se zaměřují na život dalších obyvatel z Aberdale.

## Postavy

### Hlavní postavy
- Clarence Wendle - extrovertní, optimistický, neohrožený a 10letý chlapec s nadváhou, který chce ze všeho vytěžit to nejlepší.
- Jeff Randell - Clarencův nejlepší přítel. Jeff je nejinteligentnější a nejmorálnější, snažící se vždy bránit Clarencovi ve špatnostech.
- Ryan Sumouski - Clarenceův další přítel je nebojácný, nepředvídatelný a často se snaží situace vyřešit drastickými a hrubými opatřeními.
- Belson Noles - permanentní tyran užívající urážky, rány a fyzické násilí.
- Mary Wendle - Clarenceova matka, která vždycky podporuje svého syna bez ohledu na vzniklé potíže. Žije se svým přítelem Chadem a jejím synem Clarencem.
- Chad - Maryin přítel, který pracuje na různých podivných pozicích a vystupuje jako postava Clarenceho otce (I když ho Clarence většinou nazývá Chad). Má zálibu v hraní na kytaru a rockovou hudbu.

### Ostatní postavy
- Chelsea Keezheekoni
- Breehn
- Melanie Baker
- Percy Dahmer
- Nathan
- Dustin Conway
- Mel Sumouski
- EJ Randell
- Sue Randell
- Jim Reese
- Regis Gilben
- Mavis
- Joshua
- Kimby
- Malessica
- Courtlin
- Brenda Shoop
- Amy Gillis
- Amy Shtuzger
- Blaide
- Lauren
- Cynthia Noles
- Craig Mozer
- Paní Loftonová
- Rosie Randell
- Pane Dahmer
- Walt a Tiffany

## Produkce
Seriál Clarence vytvořila Skyler Pageová, bývalá kreslířka storyboardů pro seriály Čas na dobrodružství a Secret Mountain Fort Awesome. Jedná se o pátý seriál, který pro Cartoon Network vytvořil student Kalifornského institutu umění (CalArts). Ve svých 24 letech je Page nejmladším tvůrcem, který má vlastní pořad. Page pak svůj seriál vyvíjel ve studiu Cartoon Network v rámci iniciativy pro vývoj animovaných seriálů v roce 2012; z této iniciativy vzešly i další dva seriály, Steven Universe a Za zdí zahrady. Základní myšlenku vymyslel Page spolu s kreativním ředitelem Nelsonem Bolesem během studií na CalArts. Koncept se zformoval, když Page získal práci ve studiu; pilotní díl vytvořil dvou až tříčlenný tým. Poté, co byla vybrána televizní stanicí, se na scénáři podílelo 30 až 35 tvůrců. Animace byla odeslána do jihokorejské společnosti Saerom Animation; v dubnu 2014 Page a Boles odhadují, že 60 % první sezóny je hotovo, ačkoli jsou "příliš zaneprázdněni dodržováním programového termínu", než aby na to mysleli.
Podle scenáristy seriálu Spencera Rothbella chtěl Page vytvořit seriál, který by vyvolával realistické emoce, podobné kresleným filmům z 90. let, s "malým moderním nádechem". Page vysvětluje, že se inspiroval pořady, na kterých vyrůstal. Vysvětluje také, že seriál má i přes realistický vzhled také prvky fantasy. V červenci 2014 byl Page ze seriálu i ze studia Cartoon Network propuštěn, ale seriál měl mít pokračování..

## Epizody
| Řada | Díly | Premiéra v USA | Premiéra v USA  | Premiéra v ČR     | Premiéra v ČR  |
| Řada | Díly | První díl      | Poslední díl    | První díl         | Poslední díl   |
| ---- | ---- | -------------- | --------------- | ----------------- | -------------- |
| 1    | 51   | 14. dubna 2014 | 27. října 2015  | 2. listopadu 2017 | 14. února 2018 |
| 2    | 39   | 18. ledna 2016 | 3. února 2017   |                   |                |
| 3    | 40   | 10. února 2017 | 24. června 2018 |                   |                |

## Obsazení

### Scénář
- Skyler Page
- Patrick Harpin
- Spencer Rothbell
- Mark Banker
- Tony Infante
- Sam Kremers-Nedell
- Katie Crown
- Kelsy Abbott
- Stephen P. Neary
- Nelson Boles
- John Bailey Owen
- Nick Cron-DeVico
- Ben Mekler
- Alan Hanson
- Joe Tracz

### Tvůrce
- Skyler Page